# William Luson Thomas
William Luson Thomas (Londres, 1830 - 1900) est un graveur sur bois britannique. Il a fondé plusieurs journaux illustrés, dont The Graphic.

## Biographie
William Luson Thomas est né à Londres le 4 décembre 1830.
Il a travaillé comme graveur à Paris où il a été l'assistant du graveur et activiste William James Linton, qui a séjourné dans la capitale française en 1848 au moment des émeutes républicaines. Linton le garda comma assistant dans son atelier de Brantwood dans les années 1850-1854.
Thomas s'est ensuite lié d'amitié avec Charles Dickens ; comme lui, il croyait à la réforme sociale : il était un proche du parti libéral britannique, dont l'un des buts affichés était de lutter contre l'extrême pauvreté urbaine et l'injustice sociale.
Son frère et son beau-frère l'accompagnent ensuite à New York au cours des années 1860 et collaborèrent au lancement de deux journaux, à savoir The Picture Gallery et The Republic.
Revenu à Londres, il fonde un atelier de gravure sur bois et travaille pour The Illustrated London News : constatant le mépris avec lequel ce journal traitait les graveurs, il se persuade de fonder un concurrent direct à ce support. En même temps, il est convaincu que les images peuvent avoir une très forte influence sur l'opinion publique, en particulier sur les sujets politiques.
En décembre 1869, il fonde avec quelques collaborateurs un hebdomadaire illustré appelé The Graphic, pour lequel il recrute plusieurs artistes de talent, des dessinateurs et des graveurs sur bois — principale technique d'illustration à cette époque —, mais aussi des photographes et des aquarellistes. En dépit d'un prix de vente légèrement supérieur à The Illustrated — soit 6 pences contre 5 —, le succès est au rendez-vous.
En 1882, Thomas est à la tête d'une entreprise florissante : il possède déjà trois immeubles pour abriter la rédaction et les presses de The Graphic ; il emploie plusieurs centaines de personnes.
À la fin des années 1880, l'amélioration des techniques de réalisation et d'impression de l'image pousse Thomas à développer un projet qui lui tient à cœur depuis longtemps : un quotidien illustré. 
En 1889, Thomas et sa propre société, la H. R. Baines and Co. Ltd, lancent ce qui est considéré comme le premier quotidien britannique illustré, The Daily Graphic (à ne pas confondre avec son homonyme américain, lancé lui en 1873). En illustrant systématiquement les nouvelles du jour, il espère motiver toujours plus ses lecteurs à se mobiliser contre les excès de la société victorienne. 
Quand William Luson Thomas meurt en 1900, l'un de ses sept fils, Carmichael, prend la direction de sa société, H.R. Baines and Co. 
Puis c'est son benjamin, George Holt Thomas prend la tête du groupe éditorial : il fonde les magazines The Bystander et Empire Illustrated et devient un pionnier dans l'industrie aéronautique avec sa société, la Airco, fondée en 1906, avant de mourir en 1929.
The Graphic cesse d'être publié en 1932.